# مصريات (إب)

تعديل مصدري - تعديل

مصريات هي إحدى قرى عزلة ميتم بمديرية إب التابعة لمحافظة إب، بلغ تعداد سكانها 160 نسمة حسب تعداد اليمن لعام 2004.